# Hervé Masson
Pour les articles homonymes, voir Masson.
Hervé Masson, né le 17 janvier 1919 à Rose-Hill (île Maurice) et mort à Paris le 13 mai 1990, est un peintre, poète et journaliste, franc-maçon et martiniste mauricien.
Il est le frère de l'écrivain Loys Masson, et a pour petite-fille la journaliste et présentatrice de télévision Nina Masson.

## Biographie
Hervé Masson naît dans une famille d'origine française établie à l'île Maurice (alors isle de France) depuis 1753 qui donna deux écrivains (André Masson et Loys Masson), un peintre et un sculpteur à cette île des Mascareignes, alors colonie francophone de l'Empire britannique. Il appartient à la génération d'entre-deux-guerres qui se passionne pour de nouvelles expressions et évolue dans un groupe d'écrivains mauriciens autour d'Henri Dalais et Malcolm de Chazal, avec Raymonde de Kervern, Edmée Le Breton, René Noyau et Marcel Cabon et dans un groupe de peintres comme Andrée Poilly, France de Lapeyre, Thomy Mayer et Serge Constantin. Il est influencé au début par l'art de Marcel Gromaire qu'il admire, avant de s'en détourner. Il épouse Sibylle de Robillard en 1941, passionnée comme lui d'ésotérisme. Il quitte Maurice pour la France en 1949 et s'établit à Recloses, village près de Fontainebleau, dans une grande maison délabrée. Il expose à Paris la galerie Mirador, à la galerie de La Boétie, chez Bruno Bassano, etc., mais sans succès. Il devient journaliste pour gagner sa vie, écrivant des articles pour des journaux mauriciens et des contes sous pseudonymes. Il illustre certaines œuvres de son frère. C'est à cette époque de « vaches maigres » qu'il se lie d'amitié avec Catherine Sauvage, Roger Blin et Jean-Jacques Morvan. Il passe ses vacances en Normandie et en Bretagne et se fait connaître comme peintre paysagiste.
Il est reconnu à partir de 1957, lorsqu'il obtient un contrat auprès de la galerie Bernheim-Jeune-Dauberville qui court jusqu'en mai 1968, puis avec Alberto Cernuschi qui a une galerie à Paris et une autre à New York. L'artiste est désormais lancé. Il s'installe à Paris en 1962. En 1964, il reçoit un atelier des HLM de la ville de Paris, sur les pentes de Ménilmontant, dit les « Ateliers des Amandiers »,.
Hervé Masson effectue un voyage à Maurice en 1967, se rapprochant des mouvements indépendantistes.
Il retourne à Maurice en 1970 pour devenir conseiller artistique du gouvernement, l'île ayant acquis son indépendance deux ans auparavant. Mais il est démis de ses fonctions à cause de positions trop radicales. Son exposition de 1973 à la galerie des Mascareignes à Port-Louis connaît un grand succès. Il est incarcéré quelque temps, avec d'autres dirigeants du parti MMM, pour ses positions marxistes-léninistes alors qu'il est rédacteur en chef d'un quotidien Le Militant, qui est fermé par le gouvernement Ramgoolam. Il se démet de ses fonctions dirigeantes au sein du parti en décembre 1976 et retourne en France pour écrire. Il meurt en 1990 d'une congestion cérébrale, inhumé au cimetière de Lesches en Seine0-et-Marne auprès de son épouse Sibylle de Robillard.
Ses œuvres figurent dans les collections du musée d'art moderne de Paris, du musée de Sceaux, du musée de Fécamp, du musée d'Épinal, du musée de l'université de Montréal, etc.
Franc-maçon à la Grande Loge de France (apprenti en février 1965, compagnon le 20 mai 1966, maître le 7 avril 1967), associé à l' Ordre martiniste le 1er septembre 1965, initié le 23 décembre 1968, Supérieur Inconnu (avec le nom d'Arthélios) le 27 août 1969 par Philippe Encausse.

## Collections publiques
- Musée du Domaine départemental de Sceaux
- Musée d'art moderne de la ville de Paris
- Musée départemental d'art ancien et contemporain, Épinal
- Musée de Fécamp[Lequel ?]
- Collections de l'Université de Montréal

## Publications
- Dictionnaire initiatique, 1970
- Le Diable et la possession démoniaque, 1975
- Implosions, poèmes, 1980
- La Gnose une et multiple, 1982
- Les Prophéties de Paracelse, 1982
- Dictionnaire des hérésies dans l'Église catholique, 1985
- " Post-scriptum pour un triple recueil " Préface au livre-double: "L'échelle sans barreaux ou l'Essentiel avec un grand A" de Colette Cordou Gomy et "Des Mots Dés" de Yves Gomy, Édition : La Maison Rhodanienne de Poésie, 1986.
- Préface au recueil de poèmes - "La déchirure" de Yves Gomy. Édition : La Maison Rhodanienne de Poésie, 1986.
- L'Homme-équateur (ouvrage autobiographique, "testament intellectuel d'un initié franc-maçon et martiniste", selon la note de l'éditeur),  L'Éther Vague-Patrice Thierry éditeur, 1988.
- Les Heures bleues du capricorne, souvenirs, L'Éther Vague-Patrice Thierry éditeur, 1988.

## Expositions
- Galerie Mirador
- Galerie de La Boétie chez Bruno Bassano
- Galerie Bernheim-Jeune-Dauberville, de 1957 à 1968
- Galerie Alberto Cernuschi à Paris et à New York
- « Groupe des Amandiers », Paris, Mairie du XXe arrondissement, exposition collective, 1964
- Galerie des Mascareignes à Port-Louis, 1973